# 狂野飙车4：精英竞速
《狂野飙车4：精英竞速》（英文名：Asphalt 4: Elite Racing）一款由Gameloft制作并发行的赛车游戏。它于2008年8月28日登陆OS 和iPod, 2009年2月20日在N-Gage平台登陆，于2008年7月中旬登陆手机游戏平台，2009年7月6日在DSiWare平台登陆。而续作《狂野飙车5》（英文名：Asphalt 5）则在2009年登陆iOS、Palm Pre和Android平台。

## 游戏设定
狂野飙车4：精英竞速 的游戏设定与极品飞车（Need for Speed）系列十分相似。游戏开始时会给予玩家一或两台赛车， 玩家可以通过与其他赛车手比赛、参加职业联赛、赛车生涯等获得奖金。游戏提供了赛车商店，玩家可以通过获得的奖金购买新车或者改造、升级原有的
赛车。 游戏的最终输赢取决于玩家赛车技术。
在本代狂野飙车中，兰博基尼 和 奥迪 赛车被游戏开发商移除，取而代之的是 法拉利和 布加迪的赛车。 但是在狂野飙车5（Asphalt 5）中，兰博基尼与奥迪的赛车又再次回归，并且与法拉利、布加迪的赛车共同出现在游戏中。

## 游戏内的赛车
本代游戏共有 28 辆不同的赛车，并提供7个不同的城市作为比赛的赛道地点。
以下为28辆游戏中的赛车:
- Mini Cooper S
- Nissan 350Z
- Mercedes Benz SLK Class
- BMW M3 E92
- Chevrolet Corvette C6
- Ducati Monster 696
- Nissan Skyline GT-R
- BMW Z4
- Aston Martin Vantage
- Lotus Exige S
- RUF RGT
- Kawasaki Z1000
- Nissan GT-R
- BMW M6
- Mercedes Benz SL Class
- Aston Martin DB9
- Ferrari F430 Spider
- Chevrolet Corvette ZR1
- Ford Mustang
- Kawasaki ZX-10R
- Ferrari 599 GTB
- Ford GT
- Ferrari 430 Scuderia
- Mercedes Benz CLK DTM
- Ferrari Enzo
- Ducati 1098
- Bugatti Veyron

七个不同的比赛城市为：
- 洛杉矶
- 纽约
- 巴黎
- 蒙特卡洛
- 迪拜
- 上海
- 东京

iPod和iOS版本的狂野飙车特别增加了“女孩”模式，玩家可以通过比赛获得不同的女孩并通过女孩来获得特殊的赛车提升，以获得比赛胜利(比如：女孩桑德拉（Sandra）可以帮助你获得更多的氮气加速)。 这个模式在 DSi 是没有的。
在iPod版本中，玩家可以通过点击赛车的左右侧来控制车辆左转或者右转。 在 iPhone 版本中，玩家则可以通过重力感应器来控制车辆，玩家可以左右倾斜iPhone来控制车辆转弯, 而在 DSi 版本中，玩家可以通过触摸屏或者方向键来控制车辆。游戏的控制方式是可以通过游戏设置来改变的。

## 发布
狂野飙车4：精英竞速 于2008年 在iOS 和 iPods平台首发。

## 扩展阅读
- 极品飞车
- Gameloft
- 狂野飙车5
- 法拉利 GT:狂飙